# Stefka Blagojeva (koor)
Stefka Blagojeva is een knapen- (en sinds 2008 ook mannen)koor dat op 26 november 1975 werd opgericht in de Bulgaarse stad Plovdiv door het lokaal cultureel centrum Stefan Kiradshiew. Dirigente Stefka Blagojeva werd directrice en artistiek leider. Oorspronkelijk droeg het koor de naam Jongenskoor (van) Plovdiv of kortweg Plovdiv. Sinds 2003 draagt het de naam Stefka Blagojeva ter ere van zijn bezielster.
In 1994 werd Prof. Milka Toledova, koorpedagoge van het Hoger Pedagogisch instituut van Plovdiv, dirigent van het koor.
Het koor gaf reeds meer dan 1000 concerten en trad op in België, Duitsland, Italië, Frankrijk, Griekenland, Macedonië en bijna alle vroegere Oostbloklanden.

## Bekroningen
In 1982 won het knapenkoor de eerste prijs summa cum laude op het Europees Muziekfestival voor de Jeugd in Neerpelt en de medaille van het Ministerie van Nederlandse Cultuur.
Verder haalde het de eerste plaats op festivals in Nantes (1985), Ankara (1998), Moskou (2002). In 2001 won het de Gunter Erdman Special Award.